# Manfio
Manfìo è una piccola frazione dei comuni di Casarano e Ruffano, nella provincia di Lecce in Puglia. Il versante casaranese conta circa 30 abitanti, quello ruffanese circa 20. Si trova a 4 km da Casarano e a 43 km da Lecce.
Ospita in prevalenza residenze stagionali e conserva la Cripta del Santissimo Crocefisso, anch'essa divisa tra i due comuni.

## Cripta del Santissimo Crocefisso
La Cripta basiliana del Santissimo Crocefisso è una cavità naturale nella roccia e sorge in collina (155 m s.l.m.), a circa un chilometro dallo svincolo della SP 360 di Casarano. Al di sopra della grotta sono conservati i ruderi di un antico convento di monaci basiliani.
Le pareti della cripta decorate da affreschi, risalenti al XVI - XVII secolo; in particolare è notevole l'affresco alle spalle dell'altare che raffigura il Cristo crocifisso con Giovanni e l'Addolorata

## Il menhir
A Manfio nel 1985 è stato rinvenuto un menhir, risalente presumibilmente all'età del bronzo. Il monolite, la cui somità è bifida, presenta due simboli cruciformi incisi su due delle facce.

## Ilparco astronomico
Nei pressi del paese sorge il principale parco astronomico della Puglia.